# Granat M26
M26 – amerykański granat uniwersalny. Znajduje się na uzbrojeniu Sił Zbrojnych USA, a także Japońskich Sił Samoobrony i Sił Obronnych Izraela. Jego odmianą jest brytyjski granat L2.
Granat M26 składa się z owalnego korpusu wykonanego z dwóch blaszanych połówek wyłożonego od wnętrza naciętym drutem stalowym. Granat jest uzbrojony w zapalnik M204A1. Zapalnik jest mocowany na stałe w korpusie.